# Lundamo
Lundamo är en tätort i Melhus kommun i Trøndelag fylke i Norge. Orten utgjorde tidigare centralort i dåvarande Horgs kommun i Sør-Trøndelag fylke.